# West Atlantic UK

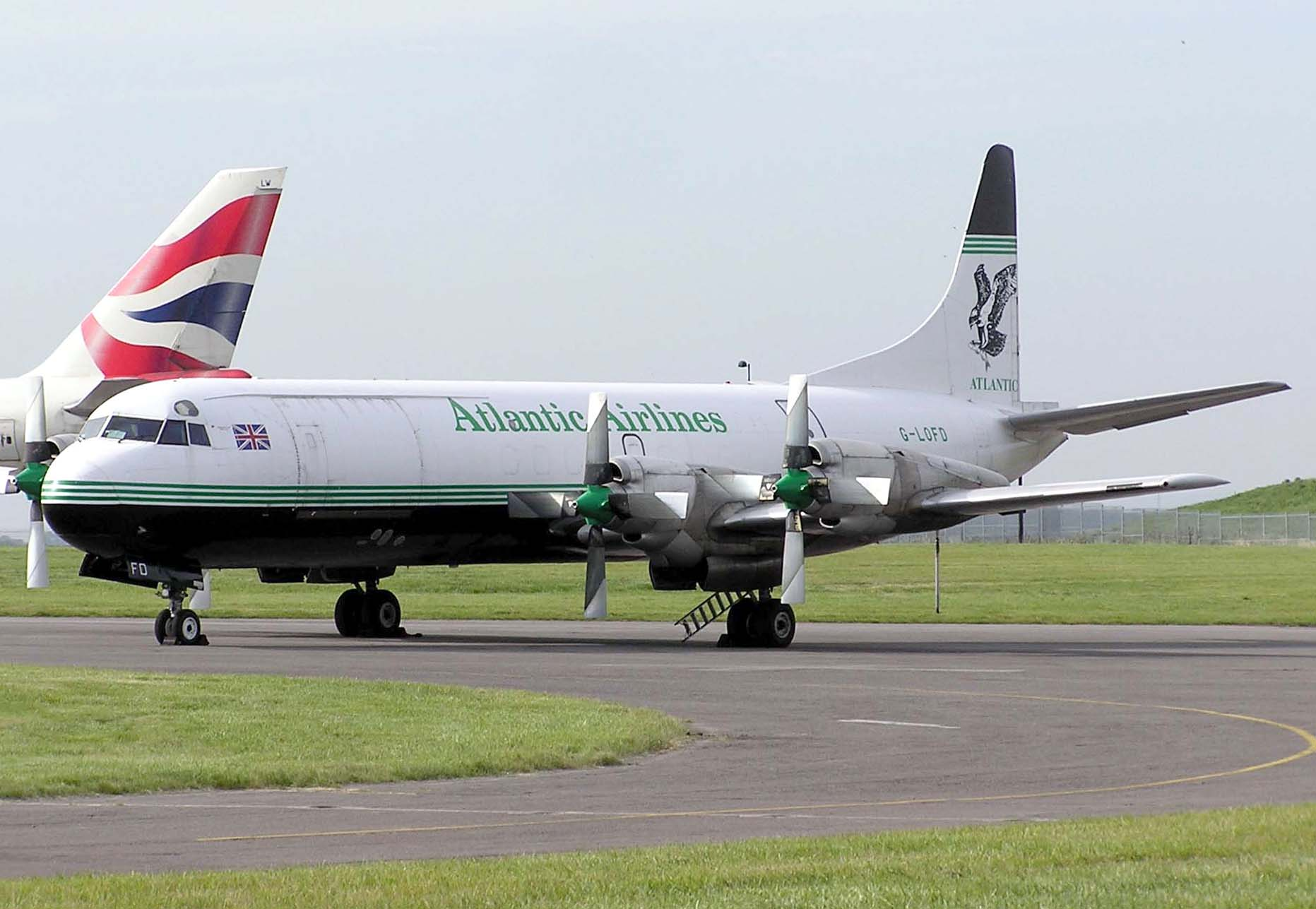
Lockheed Electra de Atlantic Airlines.

West Atlantic UK, anteriormente Atlantic Airlines, es una aerolínea de carga británica con sede en el aeropuerto de East Midlands. Opera vuelos de carga, tanto por contrato como puntuales, en todo el mundo, especialmente dentro de Europa, como parte del Grupo West Atlantic.
La aerolínea se especializa en el transporte de mercancías peligrosas y productos radiactivos, así como en otros trabajos aéreos especializados, como la respuesta a derrames de petróleo, la pulverización de dispersantes y las pruebas de formación de hielo. Su actividad principal es el suministro y la operación de aeronaves para integradores y consolidadores de carga nocturna, así como la operación de vuelos chárter puntuales en nombre de otras aerolíneas, agentes de carga y transitarios. 

## Historia
La aerolínea se fundó en 1994 como Atlantic Cargo. Se formó como parte del Grupo Air Atlantique para especializarse en la prestación de servicios de carga por contrato y ad hoc. Desde julio de 2001, West Atlantic UK (anteriormente Atlantic Airlines) opera de forma independiente y continúa ampliando su gama de productos y capacidad mediante la comercialización de su Certificado de Operador Aéreo (AOC).
La compañía Atlantic Airlines Ltd. se constituyó en marzo de 2001, cuando la dirección realizó una compra de la empresa comercializadora. El 28 de mayo de 2004 se logró una compra total por parte de la dirección, cuando la misma dirección adquirió todos los activos de la empresa, incluyendo aeronaves, repuestos y motores.
En enero de 2006, Atlantic adquirió el primero de un pedido de cinco aviones de carga British Aerospace ATP.
En febrero de 2007, Atlantic Airlines firmó un acuerdo con BAE Systems Regional Aircraft para el arrendamiento a largo plazo de otros seis aviones de carga British Aerospace ATP, con lo que el total de pedidos ascendió a once.
En octubre de 2008, se anunció la fusión de la aerolínea con West Air Sweden para formar una nueva aerolínea llamada West Atlantic, con sede en Suecia.
El 8 de diciembre de 2009, la principal base de Atlantic Airlines, el aeropuerto de Coventry, cerró por motivos financieros, lo que obligó a la aerolínea a suspender todos los vuelos de carga desde y hacia el aeropuerto. Como resultado, Atlantic Airlines trasladó temporalmente todos los vuelos de Coventry a Birmingham. La aerolínea reanudó sus operaciones desde Coventry tras su reapertura, tras ser adquirida por Sir Peter Rigby.
El 27 de abril de 2013, Atlantic Airlines retiró de su flota el último Lockheed L-188 Electra en servicio de carga. Atlantic Airlines fue el último operador de este tipo fuera de Canadá. Posteriormente, la mayor parte de la flota se vendió y se transfirió a Buffalo Airways en Canadá.
En 2015, Atlantic Airlines transfirió su flota British Aerospace ATP al grupo sueco West Atlantic, AOC, para centrarse en nuevas adquisiciones de Boeing 737.
En junio de 2017, West Atlantic anunció que sería el cliente de lanzamiento y primer operador del Boeing 737-800BCF (una aeronave de pasajeros convertida a carguero).
En noviembre de 2017, tras el cese de operaciones del aeropuerto de Coventry, West Atlantic estableció nuevas oficinas al sur del aeropuerto y trasladó su centro de control de operaciones y mantenimiento al aeropuerto de East Midlands. La aerolínea alquiló espacio dentro del hangar 29 del aeropuerto de East Midlands para proporcionar instalaciones de mantenimiento a sus aeronaves.
El 1 de noviembre de 2017, Atlantic Airlines cambió oficialmente su nombre a West Atlantic UK Limited.
En noviembre de 2020, West Atlantic incorporó su primer ATR 72 a su flota, procedente de su aerolínea hermana Swiftair, para operar entre el aeropuerto de East Midlands y el aeropuerto de Guernsey para DHL Air UK.
Para septiembre de 2022, West Atlantic había eliminado gradualmente el British Aerospace ATP de su red en el Reino Unido, tras la incorporación de más ATR 72 a su flota.

## Destinos
Atlantic Airlines opera vuelos de carga a los siguientes destinos:
| Países      | Destinos         | Aeropuertos                                 |
| ----------- | ---------------- | ------------------------------------------- |
| Francia     | París            | Aeropuerto de París-Charles de Gaulle       |
| Guernsey    | Guernsey         | Aeropuerto de Guernsey                      |
| Jersey      | Jersey           | Aeropuerto de Jersey                        |
| Reino Unido | Aberdeen         | Aeropuerto de Aberdeen                      |
| Reino Unido | Belfast          | Aeropuerto Internacional de Belfast         |
| Reino Unido | Birmingham       | Aeropuerto Int. de Birmingham-West Midlands |
| Reino Unido | Castle Donington | Aeropuerto de East Midlands (HUB)           |
| Reino Unido | Edimburgo        | Aeropuerto de Edimburgo                     |

## Flota

### Flota actual
La flota de West Atlantic UK incluye en la actualidad las siguientes aeronaves:
| Aeronaves       | En servicio | Pedidos | Matrículas                                         | Antigüedad                                         |
| --------------- | ----------- | ------- | -------------------------------------------------- | -------------------------------------------------- |
| ATR 72-200F     | 2           | —       | G-CLNK                                             | 35,6 años                                          |
| ATR 72-200F     | 2           | —       | G-NPTF                                             | 34,7 años                                          |
| Boeing 737-400F | 5           | —       | G-JMCS                                             | 34,5 años                                          |
| Boeing 737-400F | 5           | —       | G-NPTX                                             | 33,4 años                                          |
| Boeing 737-400F | 5           | —       | G-JMCH                                             | 33,2 años                                          |
| Boeing 737-400F | 5           | —       | G-CKUZ                                             | 31,3 años                                          |
| Boeing 737-400F | 5           | —       | G-NPTH                                             | 28,6 años                                          |
| Boeing 737-800F | 3           | —       | G-NPTB                                             | 23,4 años                                          |
| Boeing 737-800F | 3           | —       | G-NPTD                                             | 22,9 años                                          |
| Boeing 737-800F | 3           | —       | G-NPTA                                             | 21,4 años                                          |
| Total           | 10          | —       | Edad media de la flota (junio de 2025): 29,9 años. | Edad media de la flota (junio de 2025): 29,9 años. |

### Flota histórica
| Aeronaves              | Total | Introducido | Retirado | Matrículas                                                                                              |
| ---------------------- | ----- | ----------- | -------- | --- |
| Antonov An-12          | 1     | 1995        | 1995     | RA-12984                                                                                                |
| Antonov An-26          | 1     | c. 2000     | 2005     | ER-AZR                                                                                                  |
| Antonov An-72          | 1     | 2004        | 2006     | ES-NOI                                                                                                  |
| Boeing 737-300F        | 6     | 2008        | 2025     | G-JMCL, G-JMCM, G-JMCO, G-JMCP, G-JMCT y G-JMCU                                                         |
| British Aerospace ATP  | 12    | 2005        | 2016     | G-BTPH, G-MANH, G-BUUR, G-BTTO, G-OAAF, G-BUUP, G-BTPE, G-BTPF, G-BTPA, G-BTPC, G-MANO, G-BTPG y G-MANM |
| Cessna 402             | 1     | 1996        | 2007     | G-NOSE                                                                                                  |
| Lockheed L-188 Electra | 11    | 1994        | 2013     | G-LOFA, G-LOFB, G-LOFC, G-LOFD, G-LOFE, G-LOFF, G-LOFG, G-LOFH, G-FIJR, G-FIJV y G-FIZU                 |
| Túpolev Tu-204         | 2     | 2003        | 2003     | SU-EAG y SU-EAJ                                                                                         |